# 卡明斯維爾 (明尼蘇達州)
卡明斯維爾（英語：Cummingsville）是位於美國明尼蘇達州奧姆斯特德縣的一個非建制地區。

## 歷史
卡明斯維爾於1855年成立，得名自其建立者弗朗西斯·H·卡明斯（Francis H. Cummings）。

## 地理
卡明斯維爾所處的海拔為高於海平面309米（即1014英呎），而該地所採用的時區為UTC-6，即北美中部時區（CST）。同時該地設有夏令時間，為UTC-6調快一小時，即UTC-5（CDT）。